# Yūki Munehiro
Yūki Munehiro est un nom japonais traditionnel ; le nom de famille (ou le nom d'école), Yūki, précède donc le prénom (ou le nom d'artiste).
Yūki Munehiro (結城宗広), 1266- 1er janvier 1339, est un militaire japonais de l'époque de Kamakura, défenseur de la Cour du Sud durant l'époque Nanboku-chō.
Il est vénéré au Yūki-jinja situé à Tsu dans la préfecture de Mie.

## Source de la traduction
- (en) Cet article est partiellement ou en totalité issu de l’article de Wikipédia en anglais intitulé « Yūki Munehiro » (voir la liste des auteurs).